# Сидхарт Малхотра
Сидхарт Малхотра (на английски: Sidharth Malhotra) е индийски кино-актьор и бивш модел.

## Биография
Сидхарт е роден на 16 януари 1985 г. в семейство на бивш капитан от търговския флот Сунил и домакиня Рима. На 18-годишна възраст Сидхарт започва да работи като модел. Въпреки успешната си кариера, решава да напусне след четири години, тъй като е недоволен от професията.
През 2023 г. той се жени за боливудската актриса Киара Адвани.

## Филмография
| Година | Филм                           | Роля                    |
| ------ | ------------------------------ | ----------------------- |
| 2012   | „Студент на годината“          | Абхиману Синх           |
| 2014   | „Тя се усмихва, тя е в капан!“ | Никхил Бхарадвадж       |
| 2014   | „Негодник“                     | Гуру Пратап Синх / Дипу |
| 2015   | „Братя“                        | Монти Фернандез         |
| 2016   | „Капур и Синовете“             | Арджун Капур            |
| 2016   | „Погледни отново и отново“     | Джай Варма              |

## Награди и номинации
- 2013 – Суперзвездата на утрешния ден (мъж) – Студент на годината – номиниран
- 2013 – Най-обещаващ дебют (мъж) – Студент на годината
- 2013 – Най-добър дебют (мъж) – Студент на годината – номиниран
- 2015 – Суперзвездата на утрешния ден (мъж) – Негодник – номиниран